# Zero Patience
Pour plus de détails, voir Fiche technique et Distribution.
Zero Patience est un film musical canadien réalisé par John Greyson, sorti en 1993.

## Synopsis
Sir Richard Francis Burton est toujours en vie et est devenu le taxidermiste du Musée d'histoire naturelle. Il veut capturer Patient Zero pour sa « galerie de la contagion ». Ce dénommé Zero serait le premier porteur du sida à avoir amené la maladie en Amérique du Nord.
Le fantôme de Zero, décédé, erre dans la ville sans pouvoir entrer en contact avec sa mère ou ses amis, y compris Georges qui souffre d'un début de cécité à cause de la maladie ou du traitement médical.
Au fil de ses recherches et de sa rencontre avec Zero, qu'il est le seul à voir, Burton remet en cause sa thèse du patient zéro et en tombe amoureux.

## Fiche technique
- Réalisation : John Greyson
- Scénario : John Greyson
- Photographie : Miroslaw Baszak
- Musique : Glenn Schellenberg
- Production : Alexandra Raffé (Producteur délégué), Louise Garfield, Anna Stratton
- Distribution initiale en salle au  Canada : Strand Releasing
- Langues : anglais, français
- Durée : 95 minutes
- Date de sortie : 11 septembre 1993 (première au Festival international du film de Toronto)

## Distribution
- John Robinson : Sir Richard Francis Burton
- Normand Fauteux : Zero
- Dianne Heatherington : Mary, activiste
- Richardo Keens-Douglas : George, un des anciens amis-amants de Zero
- Bernard Behrens : le docteur Placebo, directeur du musée
- Brenda Kamino : le docteur Cheng, médecin de George
- Michael Callen : Miss VIH, le virus
- Marla Lukofsky : un vervet ou singe vert
- Von Flores : Ray, un des activistes
- la journaliste Ann Medina : un reporter de télévision

## Commentaires
Les effets des traitements médicaux sont un thème important du film qui met en parallèle le manque de compréhension et les doutes des patients sur leur traitement médicamental, et l'enrichissement de l'industrie pharmaceutique.
Si Sir Burton est une personnalité historique, sa transposition dans le film en fait un homosexuel non avoué.
Une des scènes les plus controversées du film est le débat entre deux anus en pâte à modeler sur les enjeux et mérites de la sodomie.
Le film est disponible en DVD (VO avec sous-titres français) inclus dans le livre de Didier Roth-Bettoni : Les années sida à l'écran.